# 短截线

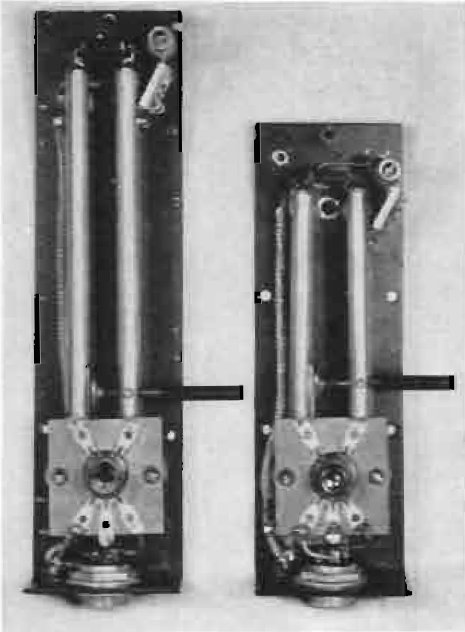
1938年的真空管背包UHF收发器中的谐振短截线槽电路。大约长1/8 波长：（左面）200 MHz短截线为19 cm，（右面）300 MHz短截线为12.5 cm

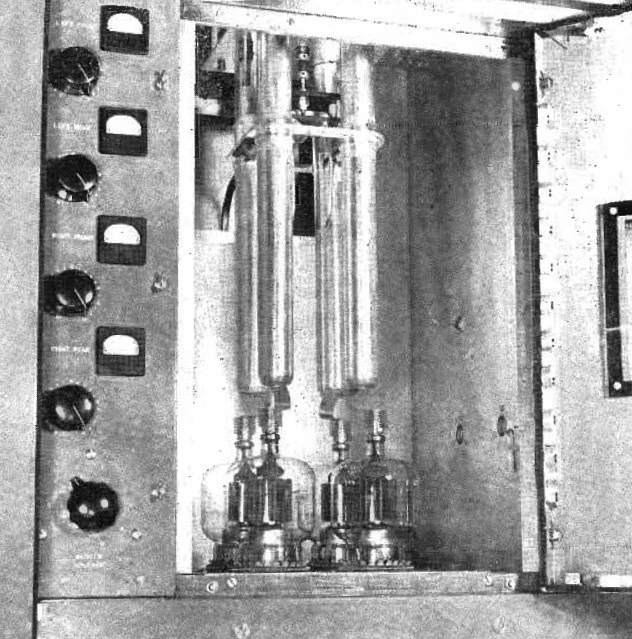
1947年的10 kW的FM广播发射机展示了四分之一波长的谐振短截线板极振荡电路

在微波与射频工程中，短截线是指在一端连接的传输线或波导。短截线的自由端开路或（在波导的情形）短路。忽略传输线的损耗，短截线的输入阻抗是纯抗性的；是容性还是感性，取决于短截线的电长度以及是开路还是短路。短截线在无线电频率可能用作电容、电感和谐振电路。
短截线通过沿其长度方向的无线电波的驻波发挥作用。它们的电抗特性是由它们的物理长度与无线电波的波长之间的关系决定的。因此短截线最常用在波长足够短的UHF或微波电路中，于是短截线也较小。  它们经常被用来代替分立电容和电感，因为在UHF和微波频率下，由于寄生电抗，集总元件表现不佳。    短截线常用在天线阻抗匹配电路、选频滤波器和UHF电子振荡器与射频放大器的谐振电路中。
任何类型的传输线都可以做成短截线：平行导线（它们称为勒谢尔线）、同轴电缆、带状线、波导管以及介质波导管。短截线电路可以用史密斯图（一个可以确定多长的线可以得到所需电抗的图形工具）设计。

## 短路短截线
无耗短路传输线的输入阻抗为，
{\displaystyle Z_{\mathrm {SC} }=jZ_{0}\tan(\beta l)\,\!}
其中 j 是虚数单位，{\displaystyle Z_{0}} 是传输线的特性阻抗，{\displaystyle \beta =2\pi /\lambda \,} 是传输线的相位常数，而 {\displaystyle l} 是传输线的物理长度。
因此，{\displaystyle \tan(\beta l)} 为正还是为负会决定短截线是感性还是容性。
在角频率为 {\displaystyle \omega } 时，充当电容的 C 的短截线的长为：
{\displaystyle l={\frac {1}{\beta }}\left[(n+1)\pi -\arctan \left({\frac {1}{\omega CZ_{0}}}\right)\right]}
相同频率下，充当电感 L 的短截线的长为：
{\displaystyle l={\frac {1}{\beta }}\left[n\pi +\arctan \left({\frac {\omega L}{Z_{0}}}\right)\right]}

## 开路短截线
无耗开路短截线的输入阻抗为
{\displaystyle Z_{\mathrm {OC} }=-jZ_{0}\cot(\beta l)\,\!}
由此得出 {\displaystyle \cot(\beta l)} 的正负，就分别对应于短截线的容性或感性。
在角频率为 {\displaystyle \omega } 时，充当电感的开路短截线 L 的长度为：
{\displaystyle l={\frac {1}{\beta }}\left[(n+1)\pi -\operatorname {arccot} \left({\frac {\omega L}{Z_{0}}}\right)\right]}
相同频率下，充当电容 C 的开路短截线的长为：
{\displaystyle l={\frac {1}{\beta }}\left[n\pi +\operatorname {arccot} \left({\frac {1}{\omega CZ_{0}}}\right)\right]}

## 谐振短截线
短截线经常被用在振荡器和分布参数滤波器中作为振荡电路。长度为 {\displaystyle \scriptstyle l} 的开路短截线，当 {\displaystyle \scriptstyle \beta l<\pi /2} 时，在低频下会有容抗。在此频率以上阻抗就会为感性。恰好 {\displaystyle \scriptstyle \beta l=\pi /2} 时，短截线表示短路。定性地来说，这与串联谐振电路的行为相同。对于无耗线，相位变化常数与频率成正比，
{\displaystyle \beta ={\omega  \over v}}
其中 v 是传播速度，对无耗线来说是与频率无关的常数。对于此情形，谐振频率为
{\displaystyle \omega _{0}={\frac {\pi v}{2l}}}
当短截线用作谐振电路时，它们与集总元件谐振电路不同之处在于它们有多个谐振频率；除了基波谐振频率 {\displaystyle \scriptstyle \omega _{0}\,} 以外, 还会再这个频率的倍数 {\displaystyle \scriptstyle n\omega _{0}\,} 发生谐振。如在集总调谐电路中一样，谐振后阻抗不会随着频率持续单调上升。阻抗会上升到 {\displaystyle \scriptstyle \beta l=\pi } 这一点变为开路。在这一点后（其实是一个反谐振点），阻抗会再次变为容性并开始减小。它会持续下降到 {\displaystyle \scriptstyle \beta l=3\pi /2\,}，然后再次表现为短路。在这一点短截线的滤波作用彻底消失。短截线的响应随着频率增加持续重复，在谐振和反谐振之间交替。某频率之上滤波器不起作用，并产生多个不需要的通带这一点，不仅是短截线的特点，还是所有分布元件滤波器的特点。
同样，短路短截线在 {\displaystyle \scriptstyle \pi /2} 是一个反谐振器，也就是说它的行为同并联谐振电路，但当接近 {\displaystyle \scriptstyle 3\pi /2} 时失效。

## 短截线匹配

在带状线电路中，短截线可能置于输出接头前用于补偿由于该设备的输出负载或接头本身造成的微小失配。

短截线可以用来将负载阻抗与传输线特性阻抗相匹配。短截线的位置与负载有一段距离。该距离选择在负载阻抗的阻性部分与主线长度的阻抗变换器作用的特性阻抗的阻性部分相等的点。短截线的长度要恰好能抵销表现出的负载的抗性部分。也就是说，短截线是根据主线表现出感性还是容性负载而做成容性还是感性的。这与负载实际的阻抗不同，因为负载阻抗的抗性部分以及阻性部分会受到阻抗变换器作用。匹配短截线可以做成可调的，使得可以在测试中修正。
单独的短截线只能在某一特定频率达到完美匹配。对宽带匹配来说，会将若干短截线以一定间隔沿主传输线分布。得到的结构类似于滤波器，也会用到滤波器设计方法。例如，匹配网络会设计成切比雪夫滤波器，但会针对阻抗匹配而非通带传输进行优化。得到的网络的传输函数会与切比雪夫滤波器一样有通带涟波，但在通带中纹波绝不会像标准滤波器那样，达到 0dB 的插入损耗。